# 秀峰村 (南投縣)
秀峰村，為台灣南投縣之村落，行政區劃劃分為鹿谷鄉，俗稱坪仔頂。秀峰之名取之「芙蓉秀峰」，因為該地屬於海拔300公尺之丘陵，小山巒接連不斷。
秀峰村全境面積14.143平方公里，其中台大實驗林佔全村的面積高達75%。1787年林爽文事件中，該區原住民投效清朝，因此成為南投縣地區漢人早期開發與原住民漢化較早的區域。今該村人口約一千餘人，農作物以茶葉、桂竹、檳榔及麻竹為主。而除了漢人之外，秀峰村也有林區、頂坪仔、下坪仔、堀底等台灣原住民部落。
| 起訖年份  | 行政區                           |
| 1909~1920 | 南投廳林圮埔支廳羌仔寮區坪仔頂庄 |
| 1920~1945 | 台中州竹山郡鹿谷庄坪子頂大字     |
| 1945~1950 | 台中縣竹山區鹿谷鄉秀峰村         |
| 1950~     | 南投縣鹿谷鄉秀峰村               |